# Cryptus antiquus
Cryptus antiquus là một loài tò vò trong họ Ichneumonidae.